# Власов, Сергей Николаевич (Герой Российской Федерации)
Серге́й Никола́евич Вла́сов (12 декабря 1974 — 17 июня 2006) — старший оперуполномоченный Службы КРООП Управления Федеральной службы безопасности по Санкт-Петербургу и Ленинградской области, майор, участник контртеррористических операций на Северном Кавказе, Герой Российской Федерации (2007).

## Биография
Родился 12 декабря 1974 года в Ленинграде в семье офицера госбезопасности. Проживал в районе Ржевка-Пороховые (Красногвардейский район). После окончания средней школы поступил в С.-Петербургский технологический институт холодильной промышленности.
Завершив обучение в вузе, поступил на службу в Федеральную службу безопасности Российской Федерации.

Надгробный памятник на Большеохтинском кладбище

Ранней весной 2006 года С. Н. Власов был направлен в командировку в рамках контртеррористических мероприятий в Чеченскую Республику .
После трёх месяцев участия в боевых действиях С. Н. Власову была поручена операция по обезвреживанию группы вооружённых людей, на которых поступила оперативная информация. Майор Власов был назначен старшим опергруппы. 17 июня при поддержке подразделений внутренних войск сотрудники ФСБ приступили к проверке подозрительного домовладения в городе Аргун. Как только они проникли во двор дома, оттуда был открыт плотный огонь из автоматов. Боевики попытались скрыться, убив одного из сотрудников МВД и смертельно ранив майора. Несмотря на это, как сказано в наградном листе, майор Власов проявил хладнокровие, мгновенно оценил ситуацию и, рискую жизнью, решительно атаковал главаря боевиков. В результате перестрелки главарь был застрелен, но и Сергей Власов умер от ран прямо на месте боя.
В убитом предводителе боевиков был опознан Абдул-Халим Садулаев, преемник Масхадова на посту самопровозглашённой Чеченской Республики Ичкерии.
У Сергея остались сын и дочь, которая ходит в ту же школу, что и её отец.
Герой Российской Федерации похоронен на Новой коммунистической площадке Большеохтинского кладбища Петербурга.
Указом Президента России В. В. Путина от 14 мая 2007 года майору ФСБ Сергею Николаевичу Власову за героизм, мужество и отвагу, проявленные при исполнении воинского долга, было присвоено звание Героя Российской Федерации (посмертно).
В течение нескольких лет имя С. Н. Власова было засекречено. Награда была вручена отцу Героя России Николаю Ивановичу Власову в 2008 году.
С 2006 года в Петербурге на стадионе «Динамо» проводится ежегодный турнир по волейболу памяти Героя России С. Н. Власова между командами спецслужб Северо-Запада.